# Wet Paint (film 1926)
Wet Paint è un film muto del 1926 diretto da Arthur Rosson.

## Trama
Lui, un ricco scapolo, è innamorato di una bella ragazza, anche lei molto ricca. Ma la sera in cui lui si dichiara, lei chiama intorno a sé una folla di amici che erano rimasti nascosti e chiede loro di pagare perché ha vinto la scommessa che avevano fatto. Disgustato, lui si ripromette di non avere più una storia seria con una donna e che sposerà la prima che incontra. Dopo una serie di avventure senza importanza, il giovane scapolo si trova una sera a non poter rientrare in casa perché la sua chiave non entra più nella serratura. Dopo aver chiesto l'aiuto di un poliziotto, entra in casa per trovarsi in una strana situazione, insieme a una bella signora che ha già incontrato in precedenza. Lei cerca di evitarlo, lui di sfuggire al muscoloso marito di lei. Alla fine, dopo una spericolata corsa in automobile, il giovane si ricongiungerà all'ex fidanzata.

## Produzione
Il film fu prodotto - con il titolo di lavorazione Fresh Paint - dalla Paramount Pictures (come Famous Players-Lasky Corporation).

## Distribuzione
Il copyright del film, richiesto dalla Famous Players-Lasky Corp., fu registrato il 18 giugno 1926 con il numero LP22743.
Distribuito dalla Paramount Pictures e presentato da Jesse L. Lasky e Adolph Zukor, uscì nelle sale cinematografiche USA il 3 maggio 1926. In Finlandia, fu distribuito il 21 febbraio 1927.
Non si conoscono copie ancora esistenti della pellicola che viene considerata presumibilmente perduta.